# França nos Jogos Paralímpicos
A França participou pela primeira vez dos Jogos Paralímpicos em 1960, e enviou atletas para competirem em todos os Jogos Paralímpicos de Verão desde então, em relação aos Jogos Paralímpicos de Inverno a primeira participação da França foi em 1976 e participou de todas as edições desde então.